# Калас, Никола
Никола́ Кала́с (фр. Nicolas Calas), Нико́лаос Ка́лас (греч. Νικόλαος Κάλας, настоящее имя Никола́ос Калама́рис (греч. Νίκος (Νικόλαος) Καλαμάρης); 27 мая 1907, Лозанна, Швейцария — 31 декабря 1988, Нью-Йорк, США) — греко-франко-американский поэт-сюрреалист, литературный критик и общественный деятель. В Греции также известен под именем Никитас Рантос (греч. Νικήτας Ράντος).

## Биография
Родился в Лозанне, Швейцария, но детство провёл в Афинах. Отцом Николаоса был Иоаннис Каламарис — наследник богатой семьи судо- и землевладельцев, матерью — Роза Караджа, правнучка Маркоса Боцариса, военачальника периода Греческой войны за независимость 1821—1829 годов. В детстве Николаос получал образование у частных учителей и выучил английский и французский языки. С 1925 по 1930 годы обучался на юридическом факультете Афинского университета, после окончания которого с 1930 по 1934 год работал в юридической фирме. Во время обучения в университете проникся левыми идеями, стал близок к троцкистам. Тогда же начал писать стихи, а также литературные и политические критические произведения на греческом языке.
С 1934 по 1937 год жил на две страны — Грецию и Францию, а в 1938 году окончательно обосновался в Париже. Там стал близок сюрреалистской группе Андре Бретона, в 1938 году опубликовал критическую книгу на французском языке «Foyers d’incendie», которую критики назвали фрейдистско-троцкистской, отмечая влияние Франкфуртской школы, Вильгельма Райха, Диего Риверы и Андре Бретона (включая манифест последнего с Львом Троцким «За независимое революционное искусство»). После начала Второй мировой войны, в октябре 1939 года переехал на несколько месяцев в Лиссабон, Португалия, а оттуда — в Соединённые Штаты. В 1945 году получил гражданство США.
После переезда в Соединённые Штаты обосновался в Нью-Йорке, где проживал до конца жизни. Во время Второй мировой войны работал в греческой и французской секциях американского Отдела военной информации, а также в балканской секции Управления стратегических служб. В 1942 году опубликовал сборник стихов на английском языке «Confound the Wise». После окончания войны сотрудничал с многочисленными американскими журналами в качестве арт-критика, также преподавал в университетах, в частности — в Колумбийском и в университете Ферли Дикинсона. В 1949—1951 годах получил три гранта от Фонда Боллингена на написание художественного исследования триптиха Иеронима Босха «Сад земных наслаждений», но так и не смог его опубликовать и работал над ним до самой смерти. После переезда в США вплоть до 1980-х годов писал преимущественно на английском языке. В 1950-х годах вернулся ненадолго в Грецию, но затем покинул эту страну, заявив, что «Греция слишком изменилась» и снова обосновался в Соединённых Штатах. Скончался в Нью-Йорке 31 декабря 1988 года.

### Сборники стихотворений
- Поэмы (греч. Ποιήματα, 1932)
- Тетрадь I (греч. Τετράδιο Α’, 1933)
- Тетрадь II (греч. Τετράδιο Β’, 1933)
- Тетрадь III (греч. Τετράδιο Γ’, 1934)
- Тетрадь IV (греч. Τετράδιο Δ’, 1936)
- Улица Никитаса Рантоса (греч. Οδός Νικήτα Ράντου, 1977)
- Письмена и блики (греч. Γραφή και φως, 1983)

### Проза, эссе
- Очаги пожара (фр. Foyers d’incendie, 1938)
- Смутить мудреца (англ. Confound the Wise, 1942)
- Первобытное наследие англ. Primitive Heritage в соавторстве с Маргарет Мид, 1953)
- Коллекция современного искусства Пегги Гуггенхайм (англ. The Peggy Guggenheim Collection of Modern Art, в соавторстве с Еленой Калас, 1967)
- Искусство в рискованный век (англ. Art in the Age of Risk, 1968)
- Иконы и картины шестидесятых годов (англ. Icons and Images of the Sixties, в соавторстве с Еленой Калас, 1971)
- За и против сюрреализма (англ. Surrealism Pro & Con, 1973)
- Эссе о поэтике и эстетике (греч. Κείμενα ποιητικής και αισθητικής, 1982)
- Преобразования (англ. Transfigurations, 1985)